# شهرستان کلینچ
شهرستان کلینچ (به انگلیسی: Clinch County) یک شهرستان‌های جورجیا در ایالات متحده آمریکا است که در جورجیا واقع شده‌است. شهرستان کلینچ ۲٬۱۳۴٫۱۶ کیلومتر مربع مساحت دارد.